# Bener Ayu
Bener Ayu is een bestuurslaag in het regentschap Bener Meriah van de provincie Atjeh, Indonesië. Bener Ayu telt 518 inwoners (volkstelling 2010).